# Ishe Komborera Africa
Ishe Komborera Africa (shona för "Gud välsigne Afrika"), även kallad "Ishe Komborera Zimbabwe" (shona för "Gud välsigne Zimbabwe"), var Zimbabwes nationalsång mellan 1980 och 1994, och landets första nationalsång efter självständigheten 1980.

## Texter
Shona
Ishe komborera Africa
Ngaisimudzirwe zita rayo
Inzwai miteuro yedu
Ishe komborera,
Isu, mhuri yayo.
Huya mweya
Huya mweya komborera
(repeat previous two lines)
Huya mweya
Huya mweya mutsvene
Uti komborere
Isu mhuri yayo.
Engelska
God bless Africa,
Let her fame spread far and wide!
Hear our prayer,
May God bless us!
Come, Spirit, come!
Come! Holy Spirit!
Come and bless us, her children!